# Лијана
Лијана(шп. lijar, у значењу „обавијати се“) је животна форма биљке која представља прелазни тип између дрвенасте и зељасте биљке. Одликује је дугачко и танко стабло које се пење уз дрвеће или неку другу подлогу. Њихови корени су усађени у тлу и оне користите дрвеће, као и друга средства вертикалне потпоре. Она им је неопходна да се попну до природних надстрешница за бољи приступ добро осветљеним површинама шуме. Овакве биљке се називају још и биљке пузавице, повијуше или пењачице.
Лијане су карактеристичне за тропске и суптропске влажне широколисне, листопадне шуме (посебно сезонске шуме), али се могу наћи у умереним прашумама. Постоје и лијане  умерених подручја, на пример чланови родова Clematis или Vitis (дивље грожђе). Лијане могу формирати мостове усред шумских надстрешница, пружајући  животињама које живе на дрвећу (арбореалне) стазе кроз шуму. Ови мостови могу заштитити слабија стабла од јаких ветрова. Лијане се надмећу са шумским дрвећем због сунчеве светлости, воде и храњивих састојака из тла. Шуме без лијана дају 150% више плодова; стабла с лијанама имају двоструко већу вероватноћу да ће угинути.
Термин „лијана” није таксономска група, већ опис начина на који биљка расте – слично као „стабло” или „грм”, тј. то су животне форме. Лијане се могу наћи у многим различитим биљним породицама. Један од начина разликовања лијана од дрвећа и грмља заснован је на крутости, конкретно, Јанговом модулу различитих делова стабљике. Дрвеће и грмље имају младе гранчице и мање гране које су прилично флексибилне и старијег раста, као што су дебла и велике гране које су чвршће. Лијана често има јаке младе изданке и старије, флексибилнијег раста у дну стабљике.

## Карактеристике
По правилу њихово стабло је претежно зељасто и тек делимично одрвењава. Одрвењавање је најуочљивије код тропских врста, где стабло достиже приличну дебљину. Ово стабло нема довољно механичких елемената, што му онемогућава да се одржи у усправном положају без потпоре. Зато се за подлогу придржавају на различите начине; увијају се сопственим телом, рашљикама, трњем или емергенцама. Стабло је стога прилагођено „пењању“, па је танко, гипко и са дугим интернодијумима. Врсте које се обавијају сопственим телом могу расти у смеру казаљке на сату (хмељ, на пр.) или супротно од тога (пасуљ). Висина ових биљака код неких врста може да буде рекордна. Палма Calamus rotang која расте у Азији и поред свог тек пар центиметара дебелог стабла, може да израсте 300 метара „пребацујући“ се са стабла на стабло. Ипак, по правилу, стабло има малу тежину и карактерише се слабим, неједнаким или атипским дебљањем (атипским камбијумом), али зато добро развијеним проводним судовима. Листови су у почетку слабо развијени, јер би сметали приликом пробијања кроз крошњу домаћина, али се касније довољно развију када лијана надвиси биљку на којој расте.

## Значај
Попут епифита, лијане од свог домаћина не користе органске или неорганске супстанце, већ само простор како би достигле више нивое где је повољнији светлосни режим. Међутим, без обзира на то, лијане могу да направе велику штету свом домаћину, посебно ако продукују приличну биомасу и у литератури се за њих среће назив „паразити простора“. Покривајући свог домаћина, оне ометају његов развој и животне активности и у појединим случајевима могу довести до ломљења грана, а неке постепено „угуше“ свог домаћина и такво дрво пропада. Саме лијане су за то време развиле потпорна стабла и коренове, који су обично адвентивни и настављају свој живот самостално. Овакав однос лијане и дрвета припада групи механичких биотичких утицаја.
Поједине биљке (бршљан, девичанска лоза) могу се користити и као украсне биљке, односно за украшавање стамбеног простора. Овим биљкама се успешно „маскирају“ објекти мање естетске вредности попут шупа, тим пре што неке врсте имају и лепе цветове, као што су павит, глицинија и текома. Саде се на пар метара одстојања у јаме, обично мало усмерене према ослонцу, који може бити зид, ограда, стуб, пергола итд.

## Екологија
Лијане се интензивно натичу са дрвећем, увелико смањујући раст стабала, i reprodukciju drveća, veoma povećavaju njuho mortalitet, спречавају раст клијанаца, мењају регенерацују шума, и на крају утичу на стопе раста популације дрвећа. Оне такође пружају приступне руте у шуми, односно надстрешнице за многе животиње са кретањем у шумским крошњама. На пример, у источној тропској шуми с Мадагаскара, многи лемури постижу већу покретљивост по мрежи лијана навучених међу вертикалне врсте дрвећа. Многи лемури више воле дрвеће с лијанама као места одрастања. Лијане такође пружају подршку дрвећу када дувају јаки ветрови. Међутим, оне могу бити деструктивне у томе што када једно стабло падне, везе које праве могу довести до пада многих других стабала.
Како је забележио Чарлс Дарвин, како лијане имају потпору других биљака, могу сачувати ресурсе које друге биљке морају издвојити за развој структуре и користити их уместо за раст и размножавање. Генерално, лијане су штетне за дрвеће које их подржава. Стопе раста су ниже код дрвећа с лијанама; директно оштећују домаћине механичком абразијом и дављењем, чине их осетљивијим на оштећења од леда и ветра и повећавају вероватноћу да ће стабло домаћина пасти. Лијане такође чине крошње дрвећа доступнијим животињама које једу лишће. Због ових негативних ефеката, дрвеће без лијана је у предности. Неке су врсте еволуирале у особинама које им помажу да избегну или изгубе везе.

## Примери
Лијане су карактеристичне за кишне тропске шуме, али их има и у другим шумским екосистемима, посебно у Јапану, Новом Зеланду и Чилеу. У области са умереном климом врсте које имају овакву животну форму су Hedera helix, Smilax aspera, Tamus communis и Dioscorea balcanica, као и представници родова Lonicera, Clematis, Vitis, Humulus, Galium, Pisum и Vicia.
- Gnetophyta[16][17][18][19]
  - Gnetum
- Acanthaceae
  - Mendoncia
  - Thunbergia, such as T. grandiflora and T. mysorensis
- Ancistrocladaceae
  - Ancistrocladus
- Annonaceae
  - Artabotrys
  - Fissistigma
  - Uvaria
- Apocynaceae
  - Odontadenia
  - Strophanthus, e.g S. sarmentosus
- Arecaceae
  - Calamus
  - Daemonorops
- Araceae
  - Pothos, e.g. P. lancifolius
- Aristolochiaceae
  - Aristolochia
- Bignoniaceae
  - Anemopaegma
- Capparaceae[20][21]
  - Capparis
- Connaraceae
  - Connarus
- Dilleniaceae
  - Doliocarpus[2]
- Dioscoreaceae
  - Dioscorea, e.g. D. sylvatica
- Fabaceae
  - some Acacia, e.g. A. concinna
  - Callerya megasperma
  - Dalbergia armata
  - Derris
  - Entada
  - Hultholia mimosoides
  - Machaerium
  - Mezoneuron
  - Mucuna, e.g. M. bennettii
  - Pterolobium
  - Lasiobema
  - Strongylodon, e.g. S. macrobotrys
  - Wisteria
- Flagellariaceae[21]
  - Flagellaria indica
- Loganiaceae
  - Strychnos, e.g. S. axillaris
- Nepenthaceae
  - Nepenthes
- Nyctaginaceae
  - Bougainvillea
- Oleaceae
  - Jasminum
- Polygalaceae
  - Moutabea, e.g. M. aculeata
- Sapindaceae
  - Paullinia
- Rhamnaceae
  - Ventilago
  - Ziziphus
- Rubiaceae
  - Uncaria
- Rutaceae
  - Toddalia asiatica
- Schlegeliaceae
  - Schlegelia
- Smilacaceae
  - Smilax
- Verbenaceae
  - Petrea, e.g. P. volubilis
- Vitaceae
  - Ampelopsis
  - Cissus, e.g. C. hypoglauca
  - Parthenocissus
  - Tetrastigma
  - Vitis